# Етична аксіологія
Ети́чна аксіоло́гія — вчення про моральні, етичні цінності, розділ аксіології, пов'язаний з етикою.
Розглядає філософські питання морально-етичних цінностей:
- Що таке добро, чи є воно об'єктивною властивістю людських вчинків, чи просто приписується їм моральною свідомістю.
- Як (яким способом) люди розпізнають і оцінюють добро і зло у вчинках?
- Яке походження і природа поняття добра в моральній свідомості людей?